# ليونارد باركر
ليونارد باركر (بالإنجليزية: Leonard Parker)‏ (و. 1938 – م) هو فيزيائي، وأستاذ جامعي من الولايات المتحدة الأمريكية .

## التعليم
تعلم في جامعة هارفارد